# Majuro

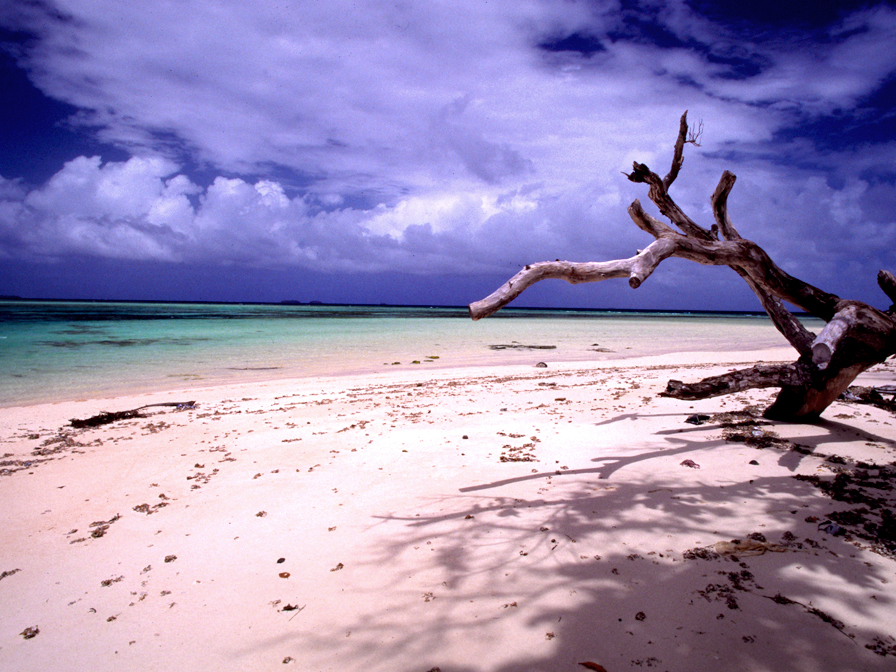
strand vid Laura

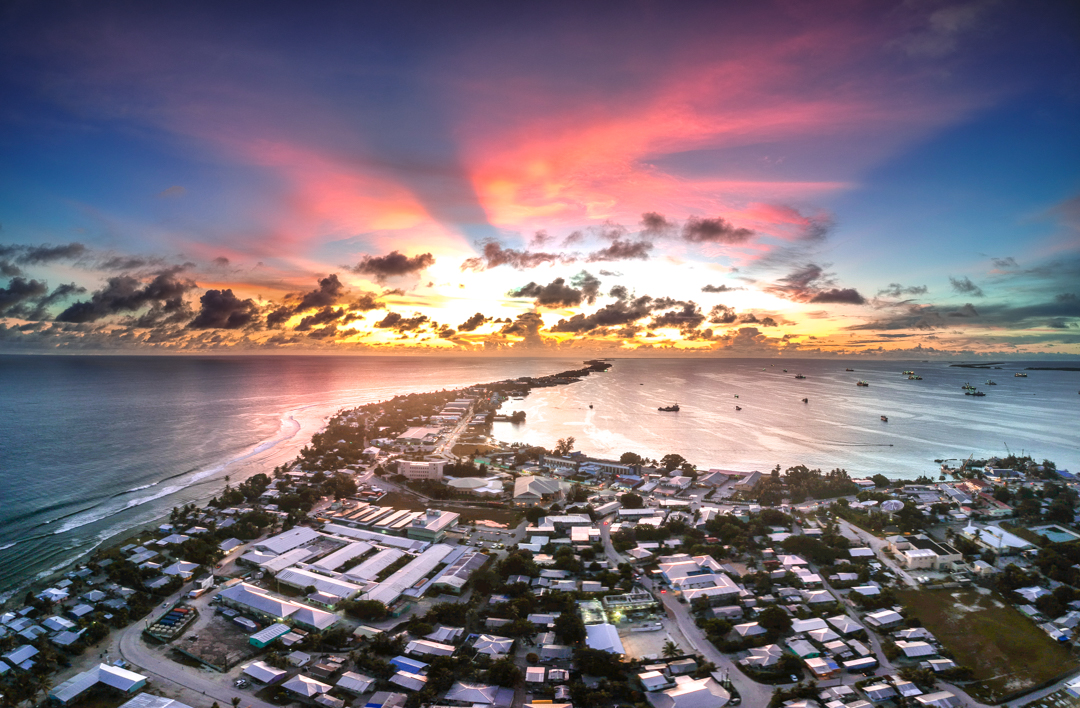
Flygfoto över staden Majuro.

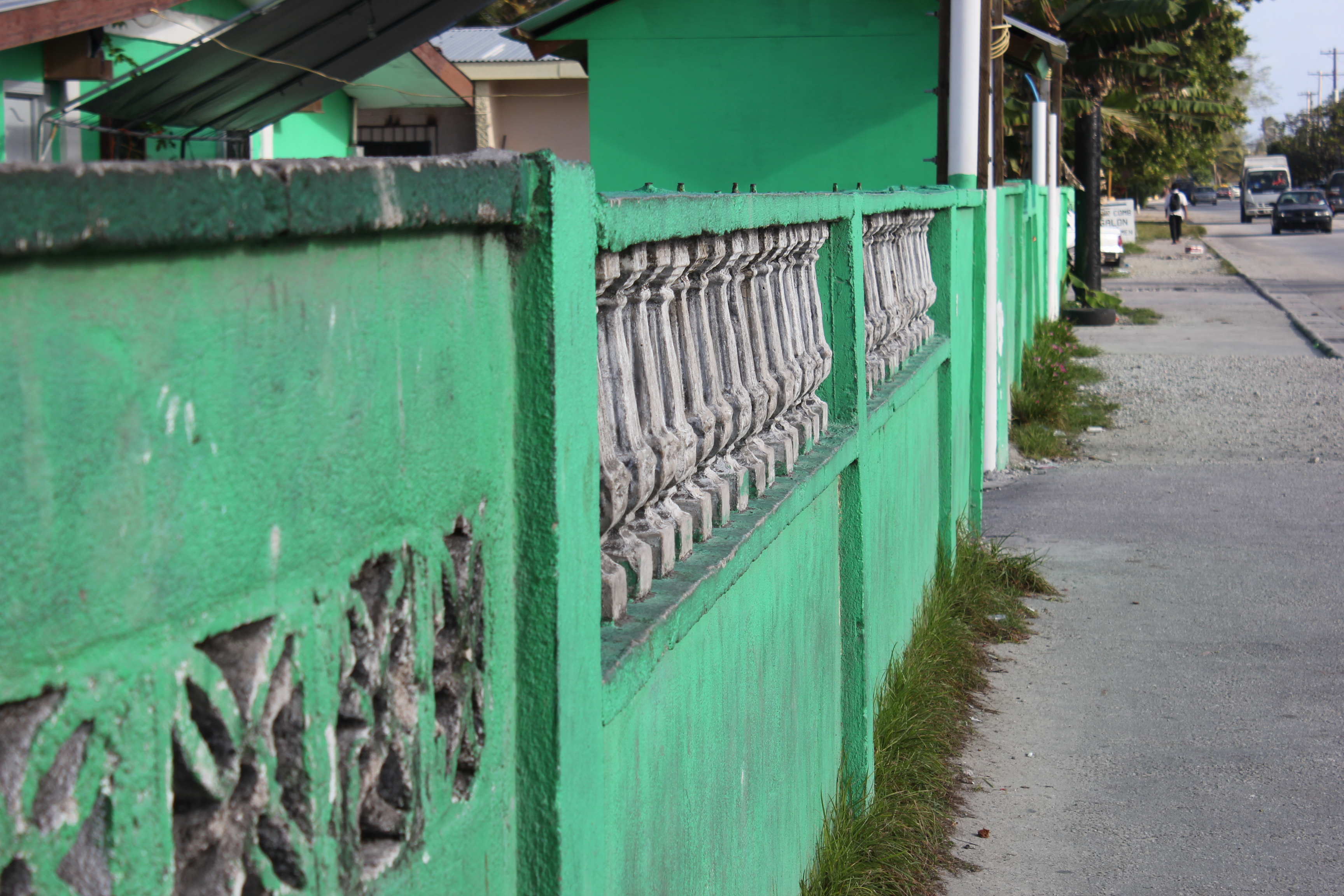
Gata i Majuro.

Majuro (marshallesiska Mãjro) är en atoll bland Rataköarna, på vilken även staden med samma namn ligger. Staden är huvudstad för Marshallöarna i Mikronesien i Stilla havet.

## Geografi
Majuro ligger bland Rataköarna cirka 3 750 km sydväst om Hawaii och cirka 4 800 km öster om Filippinerna.
Atollen är en korallatoll och har en total areal om cirka 304, 2 km² med en landmassa på cirka 9,17 km² och en lagun på cirka 295,05 km². Atollen består av cirka 64 öar och den högsta höjden är på endast 13 meter över havet. Endast några öar är bebodda men hela atollen har cirka 30 000 invånare  vilket motsvarar nästan hälften av landets befolkning. De större öarna är:

### Östra delen
Delap-Uliga-Darrit - DUD
huvudstadsområdet, omfattar de större öarna
- Delap, även Dalap, förvaltningsdistriktet med parlamentsbyggnaden Capitol Building
- Uliga, affärsdistriktet, här ligger även "CMI" (College of the Marshall Islands) och museet Alele National Museum med bruksföremål från öns historia
- Darrit, även Djarrot och Rita, shopping- och bostadsdistriktet
- Rairok med flygplatsen
- Enearmi
- Ejit
- Garra
- samt ytterligare en rad mindre öar

### Västra delen
- Laura, den största ön
- Ajeltake
- Arrak
- Jelter
- Rongrong
- Woja
- samt ytterligare en rad mindre öar

Förvaltningsmässigt utgör atollen en egen municipality (kommun). Öns flygplats Amata Kabua International Airport (flygplatskod "MAJ") har kapacitet för internationellt flyg. Flygplatsen döptes efter Amata Kabua, landets förste president.

## Historia
Rataköarna har troligen bebotts av mikronesier sedan cirka 1000 f.Kr. och några öar upptäcktes redan 1526 av spanske kaptenen Alonso de Salazar.
Majuro upptäcktes den 26 juni 1788 av brittiske kaptenerna Thomas Gilbert och William Marshall som då döpte den till Arrowsmith. Öarna hamnade senare under spansk överhöghet.
Neuguinea-Compagnie, ett tyskt handelsbolag köpte ögruppen från Spanien och etablerades sig på Rataköarna kring 1885 och öarna blev då ett eget förvaltningsområde tills de i oktober 1885 blev ett tyskt protektorat och då blev del i Tyska Nya Guinea.
1889 besöktes atollen av Robert Louis Stevenson som då kallade den "Stilla havets pärla".
Under första världskriget ockuperades området i oktober 1914 av Japan som även erhöll förvaltningsmandat, det Japanska Stillahavsmandatet, över området av Nationernas förbund vid Versaillesfreden 1919.
Under andra världskriget användes ögruppen som militärbas av Japan tills USA erövrade ön den 30 januari 1944. Därefter hamnade ögruppen under amerikansk överhöghet. 1947 utsågs Marshallöarna tillsammans med hela Karolinerna till "Trust Territory of the Pacific Islands" av Förenta nationerna och förvaltades av USA.